# 羽衣草单囊壳
羽衣草单囊壳（学名：Sphaerotheca aphanis）是属于白粉菌目白粉菌科单囊壳属的一种真菌，寄生在蔷薇科植物上。该种分布于中国、日本、丹麦、加拿大、比利时、西班牙、匈牙利、俄罗斯、芬兰、阿尔及利亚、法国、波兰、英国、美国、挪威、荷兰、葡萄牙、奥地利、意大利、瑞士、瑞典、德国等地。